# 青铜立人像
青铜立人像，出土于三星堆二号祭祀坑，距今已有3000多年历史，是中国发现的距今最久远也最高大的青铜人像，现存于四川省三星堆博物馆。

## 外观
铜人连同底座高达2.62米，基座高0.9米，人像高1.72米，铜像中空，重约180公斤。铜像五官突出，棱角分明，耳垂上有圆形耳洞。铜人身着三层薄衣，内层长至小腿，后摆开叉，衣服上有精美的花纹。此銅像左右手中心轴不在一条直线上。有的学者认为这样设计是用来放置和展示象牙或瑞草。
青铜立人像出土时从腰部被断为两截，背部断裂变形，专家推测在入土前就被砸碎，1987年8月由当时中国历史博物馆专家孙振翔、赵家英、傅金凯、王赴朝等人修复。修复后背后缺少一个铜片，后在1993年，三星堆文物修复完成后的清理中找到该块残片。

## 铜像身份
关于青铜立人的身份，有人认为是巫师，有人认为是帝王，尚无确切说法。